# 高身鯽
高身鯽（學名：Carassius cuvieri，日語：源五郎鮒、河内鮒、近江鮒、箆鮒），又稱日本白鯽、日本鯽、日本鯽仔、屈氏鯽，為鲫属的一種，原產於日本琵琶湖，後來引入日本其他地區及韓國、中國大陸、臺灣。體成銀白色，背鰭硬棘3枚，背鰭軟條18-20枚，臀鰭硬棘3枚，臀鰭軟條5枚，側線鱗片數38-42枚，其鰓耙較細密，約為82-105左右，體長可達35公分，棲息在河川、水庫及湖泊的底層水域，屬草食性，為美味的食用魚及養殖魚類。